# どどどど!信州イチオシ
『どどどど!信州イチオシ』（どどどど!しんしゅうイチオシ）はNHK長野放送局が、2022年4月9日からの毎週土曜日（年末年始と祝日など特定日を除く）7:30 - 8:00に生放送している、長野県内向けの地域情報・教養番組である。
同番組は、首都圏放送センター管轄の関東・甲信越ブロックで放送されている『NHK NEWS おはよう日本（関東甲信越）』の土曜日7:30 - 8:00枠を差し替えて放送するもの（平日も7:45 - 8:00パートのうちの後半7:55 - 8:00を長野県向けに差し替え。ただし、大型連休・お盆・年末年始などで本番組が休止する場合は『おはよう日本（関東甲信越）』を臨時ネットする）。番組は長野県・信州地方に密着した地域のグルメ・観光・イベントなどの話題を取り上げるほか、長野県出身、あるいは長野県にゆかりのある著名人へのインタビューやスタジオゲストなどを交えて展開する。
なお、土曜日の長野県内のニュースについては、18:45 - 19:00に「信州645」としてローカルニュース枠が設けられている以外は、首都圏放送センターが管轄するローカルニュース枠での補填となっている。

## 出演者
- 大嶋貴志（アナウンサー、2025年6月28日 - ）
- 宮本麻衣（気象予報士）[2]
- 越後友利果（気象予報士・不在時代行）[2][注釈 2]

### 過去の出演者
- 田中寛人（アナウンサー、2022年4月16日 - 2023年3月）
- 中村慎吾（アナウンサー、2023年4月 - 2024年8月）
- 中澤輝（アナウンサー、2024年8月31日 - 2025年6月21日）

## どどどど!夜間部
『信州イチオシ』のスピンオフ番組で、土曜23:30 - 23:59に『レギュラー番組への道』を差し替えて放送される。「信州に灯る 若者たちの “解放区”」をキャッチフレーズに長野局の若手ディレクターたちが制作するチャレンジングな番組としている。
基本的に長野ローカルであるが、9月23日に放送された「わたし、推しになります 〜信州発アイドル 初ライブの舞台裏〜」は『NHK地域局発』のワンコンテンツとして『夜間部』から初めて全国発信された（2023年11月16日放送）。